# Mokaby

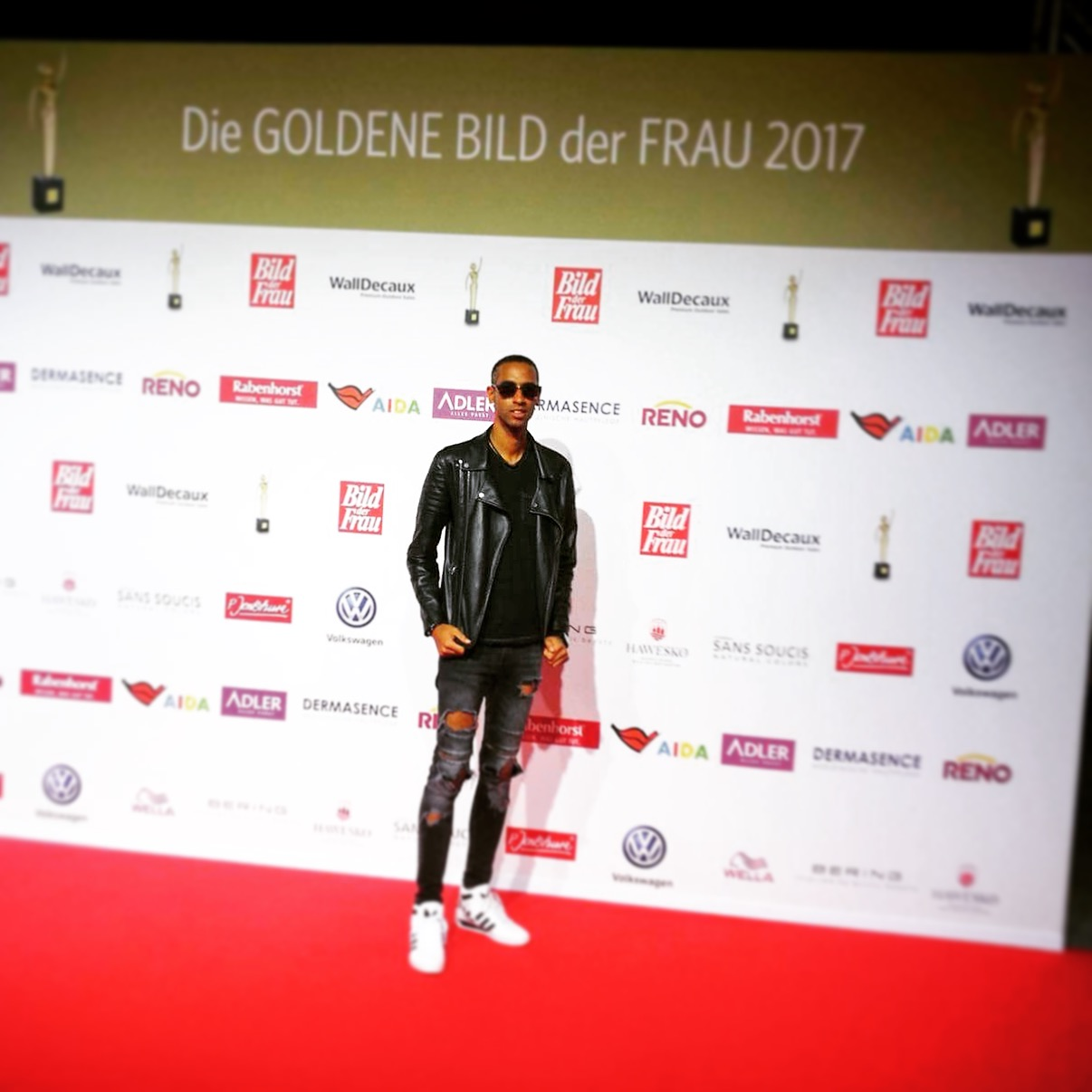
Mokaby (2017)

Mokaby (* 18. Juli 1991 in Lauterbach; bürgerlich Kim-Andreas Maurizio Beitlich) ist ein deutscher DJ und Musikproduzent, der hauptsächlich in den Genres Dance und House aktiv ist. Erste Aufmerksamkeit konnte er mit einer Coverversion des Liedes The Passenger (LaLaLa) erreichen.

## Leben
Beitlich wurde in Lauterbach geboren, wuchs im dortigen Stadtteil Rimlos auf und begann im Alter von vier Jahren mit Schlagzeugunterricht in der Musikschule ffortissimo bei Thomas „Tommy“ Fischer. Am Gymnasium der Alexander-von-Humboldt-Schule Lauterbach legte er das Abitur ab. 2015 zog er nach Hamburg und lernte dort Robert „Robbie“ Krajewski (ehemaliger A&R-Manager der Universal Music Group 2001–2004), sowie den Hamburger Resident-DJ des Halo Clubs, Matthias Menck (alias Matty Menck), kennen. Zwischen Betlich alias Mokaby, Krajewski und Menck bildete sich eine intensive Freundschaft, die gleichzeitig den Grundstein für Mokabys Künstlerkarriere, mit eigenen Produktionen und dem Erlernen professioneller Musikproduktion legte.
Im Jahr 2016 tourte Mokaby mit einem Team durch einige Städte in England. Anschließend trat der damals 25-jährige DJ für die Kreuzfahrtgesellschaft Carnival Corporation auf AIDA-Cruises-Kreuzfahrtschiffen auf. 2017 veröffentlichte Mokaby seine erste eigene Single, die eine Neuinterpretation des Songs Ironic von Alanis Morissette darstellte. Am 17. Januar 2020 veröffentlichte Mokaby seine Debütsingle The Passenger (LaLaLa) auf dem niederländischen Musiklabel Spinnin’ Records, die in Zusammenarbeit mit Warner Music international erschien. Die Single stellt eine Kollaboration zusammen mit Lum!x, D.T.E und Gabry Ponte dar. Bei dem Lied handelt es sich um ein Cover des Songs The Passenger von Iggy Pop, der zum ersten Mal seine Freigabe dafür aussprach. Die Single konnte mehrere internationale Platzierungen in den Single-Charts erreichen und erhielt im Oktober 2020 eine Goldene Schallplatte in Österreich, sowie im Dezember 2020 eine Goldene Schallplatte in Polen und im Juni 2021 den Goldstatus in Deutschland. Seine erste Platinauszeichnung konnte Mokaby im Juli 2021 in Polen für The Passenger (LaLaLa) erzielen und im Januar 2022 erzielte der Titel in Österreich den Platinstatus.

## Diskografie

### Singles
| Jahr | Titel Album              | Höchstplatzierung, Gesamtwochen, AuszeichnungChartplatzierungen (Jahr, Titel, Album, Platzierungen, Wochen, Auszeichnungen, Anmerkungen) | Höchstplatzierung, Gesamtwochen, AuszeichnungChartplatzierungen (Jahr, Titel, Album, Platzierungen, Wochen, Auszeichnungen, Anmerkungen) | Anmerkungen                      |
| Jahr | Titel Album              | DE | AT | Anmerkungen                      |
| ---- | ------------------------ | --- | --- | -------------------------------- |
| 2020 | The Passenger (LaLaLa) – | DE58 Gold · (20 Wo.)DE | AT47 Platin · (17 Wo.)AT | mit LUM!X, Gabry Ponte und D.T.E |

Weitere Singles
- 2017: Ironic 2017 (feat. EEVA)
- 2018: Diese Liebe (feat. Natha Lee)
- 2020: The Passenger (LaLaLa) (mit LUM!X & Gabry Ponte & D.T.E)
- 2020: Lonely World (mit D.T.E)
- 2021: Worst Mistake (mit Coopex & Adam Trigger)[15][16]
- 2021: Lonely With U[17]
- 2021: Better Love (mit Jerome & Malou)[18]
- 2021: The Passenger (LaLaLa) (Gabry Ponte Festival Remix) (mit LUM!X & Gabry Ponte & D.T.E)
- 2021: Gunshot (mit Marc Korn & Semitoo)
- 2022: Toca Toca (mit Chris Burke & MVRT)
- 2022: Broken Up (mit Tim Riehm)
- 2022: Outa Space
- 2022: Everybody’s Moving To LA (mit Graham Candy)[19][20][21]
- 2023: Don’t Give Up (mit ToneNation)
- 2023: Under The Influence (mit Clouded)[22]
- 2023: My Heart Beats Like a Drum (mit TMW & ToneNation)[23][24]
- 2023: Cupid (mit Crystal Rock & Calvo)
- 2023: Tipsy
- 2023: Let Me Down Slowly (mit Noise Affairs & Ivan Jamile)
- 2023: Bumble Bee (mit Crystal Rock & Robin White)
- 2023: One Last Time (mit Bodybangers & TMW)
- 2023: Baby (mit Crystal Rock)
- 2024: Yin & Yang (mit ALY$HIA)
- 2024: Music In Me (mit Mark Bale)

### Remixe
- 2017: Rico Bernasconi & Farenizzi feat. Mink Jo – Right Now (MOKABY Remix)
- 2018: Larima – Panama (MOKABY Remix)
- 2019: Hoodzz – Somedays (MOKABY Remix)
- 2019: Attic People – Say It’s Over (MOKABY Remix)
- 2023: Gabry Ponte, jayover – In The Club (MOKABY Remix)

### Auszeichnungen für Musikverkäufe
| Platin-Schallplatte - Polen - 2021: für die Single The Passenger (LaLaLa) |

Anmerkung: Auszeichnungen in Ländern aus den Charttabellen bzw. Chartboxen sind in ebendiesen zu finden.
| Land/RegionAuszeichnungen für Musikverkäufe (Land/Region, Auszeichnungen, Verkäufe, Quellen) | Gold  | Platin     | Verkäufe | Quellen           |
| -------------------------------------------------------------------------------------------- | ----- | ---------- | -------- | ----------------- |
| Deutschland (BVMI)                                                                           | Gold1 | —          | 200.000  | musikindustrie.de |
| Österreich (IFPI)                                                                            | —     | Platin1    | 30.000   | ifpi.at           |
| Polen (ZPAV)                                                                                 | —     | Platin1    | 50.000   | olis.pl           |
| Insgesamt                                                                                    | Gold1 | 2× Platin2 |          |                   |